# 2,5-二甲基呋喃
2,5-二甲基呋喃（缩写 DMF）是一种有机化合物，结构简式(CH3)2C4H2O，属于呋喃衍生物，可作为生物燃料，由纤维素降解而来。